# Edmund Brisco Ford
Edmund Brisco "Henry" Ford (né le 23 avril 1901 et décédé le 21 janvier 1988) est un généticien britannique. Il était le chef de file des biologistes britanniques qui ont étudié le rôle de la sélection naturelle dans la nature.
Il reçut la Médaille Darwin en 1954.